# Eric Kandel
Eric Richard Kandel, avstrijsko-ameriški nevroznanstvenik in akademik, nobelovec, * 7. november 1929, Dunaj, Avstrija.
Kandel je svojo raziskovalno kariero posvetil raziskavam molekularnih osnov spomina; za svoje delo na tem področju je leta 2000 skupaj z Arvidom Carlssonom in Paulom Greengardom prejel Nobelovo nagrado za fiziologijo ali medicino.

## Zgodnje življenje
Rodil se je na Dunaju v judovski družini srednjega razreda, ki je morala zaradi vzpona nacizma prebegniti v Združene države Amerike. Naselili so se v Brooklynu (New York), kjer je Kandel obiskoval judovsko osnovno in javno srednjo šolo. Sprva se je zanimal predvsem za zgodovino in je na Harvardu diplomiral iz zgodovine in književnosti, v stik z nevrofiziologijo pa je prišel preko takratnega dekleta, katere starša sta bila freudovska psihoanalitika. Tako se je pričel zanimati za mehanizme motivacije in zavednega ter nezavednega spomina. Vpisal je študij psihiatrije na Univerzi v New Yorku da bi tudi sam postal psihoanalitik in tam med predmeti izbral tudi nevrofiziologijo, ki je pritegnila njegovo pozornost. 

## Raziskovalna kariera
Ker na Univerzi v New Yorku ni bilo predavatelja, ki bi se ukvarjal s tem področjem, je šel na Univerzo Columbia h Harryju Grundfestu, kjer je prvič prišel v stik z raziskovalnim delom. V Grundfestovem laboratoriju so se ukvarjali s snemanjem sumaričnih akcijskih potencialov na površini sesalčje možganske skorje, vendar je bila zaradi nenatančnosti metode interpretacija rezultatov težavna. Ko se je seznanil z delom Stephena Kufflerja, ki je tovrstne poskuse opravljal na izoliranih orjaških aksonih rakov, mu je postalo jasno, da je za uspeh nujna uporaba primernejšega raziskovalnega subjekta. Študij medicine je končal leta 1956 in odšel opravljat prakso v bolnišnici. V tem obdobju se je vrnil v Grundfestov laboratorij, kjer se je seznanil z dodatnimi elektrofiziološkimi tehnikami. Naposled je na Grundfestovo priporočilo dobil mesto raziskovalca na Nacionalnih inštitutih za zdravje v Bethesdi.

### Delo na Nacionalnih inštitutih za zdravje
Na NIH se je lotil elektrofizioloških raziskav nevronov v hipokampusu, za katerega so malo pred tem odkrili, da ima ključno vlogo pri formiranju dolgoročnih spominov pri človeku. S takratnim sodelavcem Spencerjem sta premostila težave pri snemanju električnih dogodkov s posameznih celic v delujočih možganih in kot prva okarakterizirala osnovne lastnosti proženja akcijskih potencialov v piramidnih nevronih hipokampusa, kmalu pa sta ugotovila, da se le-ti ne razlikujejo dosti od drugih znanih tipov nevronov. Zato sta postavila hipotezo, da je njihova vloga pri tvorjenju spomina posledica povezav med njimi namesto njihovih osnovnih lastnosti. Zaradi ogromnega števila sinaps, ki jih ima vsaka piramidalna celica, bi bila tovrstna raziskava preveč kompleksna in naposled sta opustila hipokampus kot subjekt. Kandel je zato ponovno usmeril pozornost k preprostejšim modelnim sistemom. Za razliko od sodobnikov je verjel, da bo tovrsten redukcionistični pristop pripomogel k razjasnitvi tudi tako kompleksnih pojavov kot je človekovo vedenje in spomin. Po nekaj iskanja je odkril primeren organizem: morske polže vrste Aplysia californica, ki so posebej priročni za tovrstne raziskave - njihovo živčevje sestavlja razmeroma majhno število nevronov, ki so nenavadno veliki in jih je možno zanesljivo identificirati pri različnih živalih. Preden se je lahko posvetil polžem je moral opraviti dvoletno prakso psihiatrije na Harvardu, kjer je ravno leto pred tem vzpostavil svoj laboratorij njegov vzornik Kuffler, tako da je Kandel lahko ostal na tekočem z dogajanjem na področju nevrofiziologije.

### Izpopolnjevanje v Parizu in selitev na Univerzo v New Yorku
S polži iz rodu Aplysia so se takrat ukvarjali samo v dveh laboratorijih na svetu: v Parizu pod vodstvom Ladislava Tauca in v Marseillu. Z ženo, ki je bila Judinja po rodu iz Pariza, sta se odločila za Pariz in tako je Kandel odšel na podoktorsko usposabljanje h Taucu, s katerim sta se odlično ujela. V šestnajstih mesecih sta opravila serijo poskusov, ki so dokazali, da se vzporedno dogajajo spremembe v sinaptičnih procesih in vedenju pri poskusnih živalih. Ob povratku v New York je dokončno opustil ambicijo postati psihiater in sprejel povabilo naj ustanovi skupino za nevrofiziologijo na medicinski šoli Univerze v New Yorku. Tu se je s sodelavci osredotočil na preproste mehanizme tvorjenja kratkoročnega spomina - habituacijo in senzitizacijo na primeru refleksnega vpotega škrg. V začetku 1980. let so prešli na vedenjske funkcije višjega reda in dokazali, da se tudi tako preprost sistem odziva na klasično pogojevanje, kar je oblika asociativnega učenja. Vzporedno so opisali udeležene živčne mreže, kar je postavilo temelj za preučevanje povezave med fizikalno-kemijskimi in kognitivnimi procesi. Najprej so dokazali, da pride pri tvorjenju spomina tako do nastanka novih živčnih povezav, kot tudi do spremembe v učinkovitosti obstoječih, s čimer so ovrgli nekatere alternativne hipoteze glede mehanizmov shranjevanja informacij v živčnih mrežah. S kolegom Jamesom Schwartzom sta se nato lotila biokemijske karakterizacije sprememb. Odkrila sta, da igra pri njih ključno vlogo kaskada kemijskih reakcij, kjer je udeležena molekula cikličnega AMP (cAMP).

### Vrnitev na Univerzo Columbia
V tem času se je Kandel odzval povabilu naj postane direktor Centra za nevrobiologijo in vedenje na Univerzi Columbia ter prepričal še več sodelavcev naj se mu pridružijo. Na tem položaju je nadomestil svojega nekdanjega mentorja Grundfesta, ki je odhajal v pokoj. Kmalu so se lotili nadaljevanja raziskav in ugotovili, da se spremembe v živčnih povezavah med učenjem dogajajo na presinaptičnem končiču, sproži pa jih lahko cAMP neposredno. Dokazali so tudi, da druge substance, ki vplivajo na spremembe, npr. serotonin, delujejo tako, da povečajo sintezo cAMP. Dokaze o vplivu cAMP so dopolnili s poskusi, med katerimi so blokirali njegovo delovanje. Uspelo jim je odkriti tudi tarčo delovanja cAMP, prej neznan kalijev kanalček, ki ga cAMP zapre, s tem pa vpliva na električno prevodnost membrane.
Uspehi drugih raziskovalcev pri vzpostavitvi celične kulture polžev iz rodu Aplysia so v začetku 1970-ih let omogočili prehod na preučevanje molekularnih mehanizmov dolgoročnega spomina. Kandel je z ekipo opisal kaskado reakcij, ki pri večkratni aktivaciji živčne povezave sproži izražanje določenega gena v nevronih, kar povzroči rast novih sinaps.
Na koncu se je v 1990. letih Kandel vrnil k svojemu prvotnemu poskusnemu subjektu - hipokampusu. Na temelju spoznanj o molekularnih osnovah spomina pri morskih polžih je pričel z raziskavami prostorskega spomina pri miših, ki so imele onesposobljene gene za določene encime, udeležene pri spremembah v sinaptičnih povezavah (t. i. »knockout« miši). Ugotovili so, da je tudi tako kompleksen proces kot je vizualizacija prostora v zavesti sesalca, odvisen od enakih mehanizmov kot dolgotrajna habituacija enostavne refleksne mreže pri morskih polžih. Kandel ostaja aktiven raziskovalec na Centru za medicinske raziskave Howarda Hughesa na Univerzi Columbia, kjer se ukvarja z vplivom pozornosti na tvorbo spominov. Znan je tudi kot soavtor vplivnega učbenika nevrobiologije Principles of Neural Science ki je prvič izšel leta 1981 in bil od takrat večkrat dopolnjen.

## Zasebno življenje
Od leta 1955 je poročen z Denise (roj. Bystryn), psihiatrinjo, prav tako judovskega rodu. Imata dva otroka, Paula in Minouche. V prostem času se ukvarjata z zbiranjem starin in umetnin.

## Priznanja
Za svoje delo je prejel več nagrad, med njimi Nobelovo nagrado za fiziologijo ali medicino (2000), Nacionalno medaljo znanosti (1988) in Laskerjevo nagrado (1983).
Sprejet je bil tudi za člana več akademskih inštitucij, med njimi Nacionalne akademije znanosti ZDA (1974), Ameriške akademije umetnosti in znanosti in Francoske akademije znanosti. Devet univerz mu je podelilo častne doktorate.